# Bitka za Alezijo
Bitka za Alezijo ali obleganje Alezije je bil vojaški spopad v Galskih vojnah, ki je potekal septembra leta 52 p.n.š okoli Galskega oppiduma (utrjeno naselje) v Aleziji, večji center plemena Mandubov. Vojska Julija Cezarja se je bojevala proti konfederaciji Galskih plemen združenih pod vodstvom Vercingetoriksa iz plemena Arvernov. Bitka je bila zadnji večji spopad med Rimljani in Galci in je obravnavana kot največji dosežek Cezarja. Bitka za Alezijo je označevala konec Galske samostojnosti v Franciji in Belgiji.

## Uvod
Leta 58 p.n.š. je bil Cezar postavljen za prokonzula (guvernerja) treh rimskih provincː Cisalpske Galije, Ilirika in Narbonske Galije. Tako je sedaj poveljeval štirim legijam. 
Istega leta so Helveti, keltsko pleme, ki je živelo v današnji Švici, začeli migrirati proti zahodni Galiji. Nekaj galskih plemen je prosilo Rim za pomoč, kar je dalo Cezarju dober razlog za začetek vojskovanja v Galiji. Helveti so bili hitro poraženi, vendar je Cezar nadaljeval kampanjo po Galiji. Pleme Sekvanov je za pomoč v svojih vojnah proti Eduijem (rimskim zaveznikom) zaprosilo Svebe, germansko pleme, in jim dovolilo naselitev v njihovo ozemlje. Edui so prosili Cezarja za pomoč in ta je po hitrem pohodu premagal Svebe.
Leta 57 p.n.š. je Cezar začenjal zavojevati celotno Galijo. Nekatera galska plemena so prosila za zavezništvo z Rimom, medtem ko so nekatera, kot Belgi, čutila odpor do Rima in so bile pripravljene na vojaški odpor. 

## Obleganje in bitka
Alezija je bila oppidum (utrjeno naselje), na visokem griču, z dvema rekama na dveh različnih straneh. Zaradi teh močnih obrambnih funkcij, se je Cezar odločil za obleganje, da bi prisilil Galce v predajo zaradi lakote. Glede na to, da je bilo skupaj z lokalnim civilnim prebivalstvom okoli 80.000 moških v utrdbi, to ne bi smelo dolgo trajati. Da bi zagotovil popolno blokado je Cezar odredil gradnjo utrdb, ki bi obkrožile Alezijo. Utrdbe so bile skupaj dolge enajst rimskih milj (16 km) in so imele 24 stolpov. Medtem ko je bilo delo v teku so Galci s svojo konjenico napadali vojake, da bi ga ustavili. Cezar je postavil legije pred tabor v primeru napadov pehote in poslal svoje germanske zaveznike, da so preganjali galsko konjenico.
Vercingétoriks je razposlal konjenico okoli Galije, da bi vzpodbudil galska plemena, da se pridružijo vojni in pridejo v Alezijo. Ko je od dezerterjev in ujetnikov Cezar to slišal je ukazal kopanje dveh 4.4 m globokih jarkov s pravokotnimi robovi. Notranji jarek je bil napolnjen z vodo iz rek. Za jarki je zgradil 3.5 m visok branik in zid z ograjo ter velikimi koli, ki so štrleli iz stičišča med branikom in obzidjem, da bi preprečil sovražniku da zid prepleza. Ta je bil obdan s stolpi, ki so bili med sabo 23 metrov narazen. Količki za palisade so bili na koncu priostreni do točke, postavljeni v 1,5 m globok jarek ter na dnu pričvrščeni, tako da jih ne bi bilo mogoče izpuliti. Postavljeni so bili v pet prekrižajočih se vrst. Pred palisado je bilo izkopanih osem vrst koničastih lukenj 0.89 m narazen, ki so merile 0.9 m v globino in so bile postavljene v poševni vrsti v obliki kvinkunksa. Imenovali so se "cippi". Koli so bili zaostreni na vrhu in utrjeni z ognjem. Jame so bile napolnjene z glino in prekrite z vejami. 30 cm dolgi količki z železnimi kavlji so bili postavljeni pred jamami. Za pripravo na prihod galskih okrepitev je izdelal zunanjo utrdbo, kontavalacijo. Oblegovalci so se pripravljali, da bodo bili oblegani.
V Aleziji je skupaj z 80 000 vojaki živelo tudi veliko civilistov in zaloge hrane so pojenjale. Vercingétoriks je ukazal, da k njemu prinesejo vso žito ter ga racionirajo. Galci so organizirali svet, kjer so se odločili, da morajo bolni ter stari prebivalci zapustiti mesto. Prebivalci mesta so ven poslali svoje žene in otroke, da bi prihranili hrano za vojake. Upali so, da jih bo Cezar zajel kot ujetnike in nahranil. Vendar jim je Cezar prepovedal vstop v utrdbo. Medtem so prišle galske okrepitve, ki so se utaborile na hribu 1.6 km oddaljenim od rimske utrdbe. Naslednji dan so se utaborili v bližini mesta. Nato so napadli zunanjo utrdbo, Vercingetoriksove sile pa notranjo. Ta kombiniran napad je bil neuspešen. Naslednji dan so Galci napadli ponoči. Mark Antonij in Gaj Trebonij sta pripeljala vojake iz najbolj oddaljenih trdnjav, da so pomagali svojim tovarišem. Napredek obleganih, ki jih je vodil Vercingétorix se je zavlekel zaradi zapolnitve jarkov, ki so jih izkopali Rimljani. Ko so slišali o umiku svojih tovarišev so šli nazaj v mesto.
Galci so opazili šibko točko v rimski utrdbi. Na severno stran hriba ni bilo mogoče postaviti utrdbe zato so tam poslali dve legije na strma in neugodna tla (te dve legije sta na sliki označeni s krogom). Tako so Galci zbrali 60.000 mož in imenoval Vercassivellaunusa, bližnjega sorodnika Vercingétoriks, da vodi napad na šibko točko. Zjutraj so hodili do točke in opoldne sprožili napad. Vercingétoriks je nato napadel katerikoli del notranje utrdbe, ki se je zdel šibak. Cezar je poslal Labienusa za podporo pri obrambi šibke točke s šestimi kohortami konjenice. Nato je poslal še Brutusa s šestimi kohortami konjenice in Caiusa Fabiusa s še sedmimi za obrambo notranje utrdbo. Nazadnje je tudi sam napadel s še ne utrujenimi enotami. Galski napad je bil odbit. Cezar je nato vkorakal na pomoč Labienusu. Vpoklical je štiri kohorte in ukazal delu konjenice da mu sledi, drugemu delu pa, da napadejo galske okrepitve od zunaj. Labienus je bil na robu propada in je obvestil Cezarja o svoji odločitvi, da nenadno napade oblegovalce, kot mu je naročili. Cezar se je podvizal. Rimska konjenica je bila nenadoma opažena na zadnji strani Galcev. Rimski vojaki so hitro napredovali in Galci so pobegnili. Prestregla jih je konjenica ter pobila. Oblegani Galci so šli nazaj v svojo utrdbo. Ob polnoči je bila rimska konjenica poslana, da sledi galskim enotam. Veliko je bilo ubitih in veliko jih pobegnilo v svoje dežele, od koder so prišli.
Naslednji dan je Vercingetoriks sklical sestanek na katerem je predlagal, da bi moral biti ubit ali pa se živ predati, da bi popustil Rimljanom. Cezar je ukazal Galcem, da predajo svoje orožje ter poglavarje. Poglavarje so pripeljali k Cezarju in Vercingetoriks se je predal. Ujetniki so bili dani rimskim vojakom.
1. ↑  Gilliver, Kate (2002). Caesar's Gallic Wars. Osprey Publishing. str. 30, 36. ISBN 978-1-84176-305-7.